# Человек после человека: Антропология будущего
«Человек после человека: Антропология будущего» (англ. Man After Man: An Anthropology of the Future) — научно-популярная книга британского писателя Дугала Диксона 1988 года, написанная в жанре Speculative fiction и посвящённая сначала истории появления и развития человека как вида, а затем изложению авторской гипотезы о дальнейшей его эволюции на протяжении от 200 до 5 миллионов лет от нашего времени.
Является третьей книгой, изданной Дугалом Диксоном в этом жанре (ранее в 1981 году вышла его «После человека: Зоология будущего», а в 1988 — «Новые динозавры: Альтернативная эволюция»). Иллюстрации для этого издания сделал художник Филип Худ (англ. Philip Hood)
Неизданный в книжном варианте перевод на русский язык (2009) выполнен Павлом Волковым.

## Издания
- Человек после человека: Антропология будущего = Man After Man: An Anthropology of the Future. — St. Martin's Press, 1990. — 128 p. — ISBN 9780312035600.